# Distretto di Pueblo Nuevo (Chincha)
Il distretto di Pueblo Nuevo è uno degli undici distretti della provincia di Chincha, in Perù. Si trova nella regione di Ica e si estende su una superficie di 209,45 chilometri quadrati.